# 天火

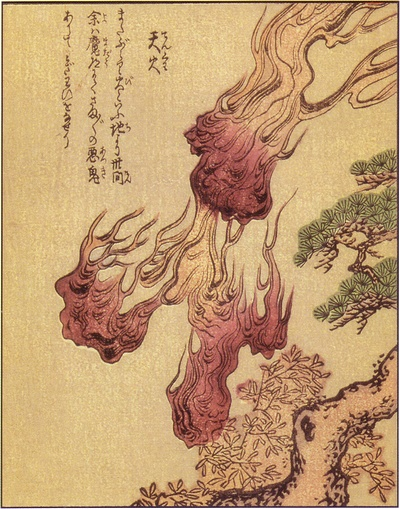
竹原春泉画『絵本百物語』より「天火」

天火（てんか、てんび、てんぴ）は、日本各地に伝わる怪火の一種。江戸時代の奇談集『絵本百物語』や、松浦静山の随筆『甲子夜話』などの古典に記述があるほか、各地の民間伝承としても伝わっている。

## 民間伝承
愛知県渥美郡では夜道を行く先が昼間のように明るくなるものを天火（てんび）といい、岐阜県揖斐郡では夏の夕空を大きな音を立てて飛ぶ怪火を天火（てんぴ）という。
佐賀県東松浦郡では、天火が現れると天気が良くなるが、天火が入った家では病人が出るので、鉦を叩いて追い出したという。
熊本県玉名郡では天上から落ちる提灯ほどの大きさの怪火で、これが家の屋根に落ちると火事になるという。佐賀県一帯でも火災の前兆と考えて忌まれた。
かつては天火は怨霊の一種と考えられていたともいい、熊本県天草諸島の民俗資料『天草島民俗誌』には以下のような伝説がある。ある男が鬼池村（現・天草市）へ漁に出かけたが、村人たちによそ者扱いされて虐待され、それがもとで病死した。以来、鬼池には毎晩のように火の玉が飛来するようになり、ある夜に火が藪に燃え移り、村人たちの消火作業の甲斐もなく火が燃え広がり、村の家々は全焼した。村人たちはこれを、あの男の怨霊の仕業といって恐れ、彼を虐待した場所に地蔵尊を建て、毎年冬に霊を弔ったという。
天火は飛ぶとき、奈良県のじゃんじゃん火のように「シャンシャン」と音を出すという説もあり、そのことから「シャンシャン火」ともいう。「シャンシャン火」の名は土佐国（現・高知県）に伝わっている。

## 古典
『甲子夜話』によれば、佐賀の人々は天火を発見すると、そのまま放置すると家が火事に遭うので、群がって念仏を唱えて追い回すという。そうすると天火は方向転換して逃げ出し、郊外まで追い詰められた末に草木の中に姿を消すのだという。
また、天火は雪駄で扇ぐことで追い払うことができるともいい、安政時代の奇談集『筆のすさび』では、肥前国で火災で家を失った人が「ほかの家の屋根に火が降り、その家の住人が雪駄で火を追いかけたために自分の家の方へ燃え移ったため、新築の費用はその家の住人に払って欲しい」と代官に取り計らいを願ったという奇談がある。
江戸時代の奇談集『絵本百物語』では「天火（てんか）」として記述されており、これにより家を焼かれた者、焼死した者があちこちにいるとある。同書の奇談によれば、あるところに非情な代官がおり、私利私欲のために目下の者を虐待し、目上の者にまで悪名を負わせるほどだったが、代官の座を降りた翌月、火の気のないはずの場所から火が出て自宅が焼け、自身も焼死し、これまでに蓄えた金銀、財宝、衣類などもあっという間に煙となって消えた。この火災の際には、ひとかたまりの火が空から降りてきた光景が目撃されていたという。